# Trentanove (serie televisiva)
Trentanove (서른, 아홉?, Seoreun, ahopLR; lett. "Trenta, nove") è una serie televisiva sudcoreana trasmessa su JTBC dal 16 febbraio al 31 marzo 2022, remake della serie cinese del 2020 Sān shí ér yǐ. Internazionalmente è distribuita da Netflix.
La serie è stata selezionata dalla Corporazione dei registi coreani per aver contribuito al miglioramento della diversità culturale sensibilizzando sull'uguaglianza di genere.

## Trama
La serie ruota attorno alla vita, l'amicizia e gli amori di tre amiche che stanno per compiere quarant'anni.

## Personaggi e interpreti
- Cha Mi-jo, interpretata da Son Ye-jin
- Jeong Chan-young, interpretata da Jeon Mi-do
- Jang Joo-hee, interpretata da Kim Ji-hyun

## Riconoscimenti
- APAN Star Award[5]
  - 2022 – Candidatura Miglior attrice di supporto a Kim Ji-hyuk
- Baeksang Arts Award[6]
  - 2022 – Candidatura Miglior attrice di supporto a Kang Mal-geum
- Bechdel Day[4][7]
  - 2022 – Bechdel's Choice 5
  - 2022 – Miglior sceneggiatura a Yoo Young-ah